# Bimbowrieïta
La bimbowrieïta és un mineral de la classe dels fosfats que pertany al grup de la dufrenita. Rep el nom del Parc de Conservació de Bimbowrie on es troba la localitat tipus, la mina de feldespat de White Rock.

## Característiques
La bimbowrieïta és un fosfat de fórmula química NaMgFe3+
5(PO₄)₄(OH)₆(H₂O)₂. Va ser aprovada com a espècie vàlida per l'Associació Mineralògica Internacional l'any 2020, i publicada en el mes de novembre de 2023. Cristal·litza en el sistema monoclínic.
L'exemplar que va servir per a determinar l'espècie, el que es coneix com a material tipus, es troba conservat a les col·leccions mineralògiques del Museu d'Austràlia Meridional, a Adelaida, Austràlia, amb el número de registre: g34867.

## Formació i jaciments
Va ser descoberta a la mina de feldespat de White Rock, situada a Old Boolcoomata Station, a la província d'Olary (Austràlia Meridional, Austràlia). Aquest indret és l'únic a tot el planeta on ha estat descrita aquesta espècie mineral.